# Ministerio de Economía y Planificación (Cuba)
El Ministerio de Economía y Planificación de la República de Cuba, conocido por el acrónimo MEP, es el organismo que encargado de dirigir la aplicación de la política del Estado y el Gobierno de Cuba en materia de Economía y Planificación.El actual ministro de Economía y Planificación ya no es Alejandro Gil Fernández, fue expulsado de su cargo por corrupción, actualmente en investigación. 

## Ministros
- Antonio Rodríguez Maurell (1994-1995)
- Osvaldo Martínez (1995) - Renunció por problemas de salud
- José Luis Rodríguez García (1995-2009)
- Marino Alberto Murillo Jorge (2009-2011)
- Adel Yzquierdo Rodríguez (2011-2014)
- Marino Alberto Murillo Jorge (2014-2016)
- Ricardo Cabrisas Ruiz (2016-2018)
- Alejandro Gil Fernández (2018-2024)
- Joaquín Alonso Vázquez (2024-Actualidad)